# António Vicente Ferreira
António Vicente Ferreira ComA • ComSE • GOIC • GCIC (Lisboa, 30 de Abril de 1874 - 29 de Janeiro de 1953), foi  ministro das Finanças de Portugal entre 16 de Junho de 1912 e 9 de Janeiro de 1913, e de novo entre 30 de Agosto e 19 de Outubro de 1921. Desempenhou, também, as funções de ministro das Colónias de 15 de Novembro a 18 de Dezembro de 1923.

## Biografia

### Nascimento
Nasceu em Lisboa.

### Carreira militar
António Vicente Ferreira licenciou-se na Escola do Exército nas especialidades de Engenharia militar, civil e de minas; leccionou, como professor adjunto, várias cadeiras na Escola do Exército entre 1910 e 1923. Atinge o posto de coronel em 1922.

### Carreira profissional
Também leccionou, no Instituto Superior Técnico, a cadeira de Pontes e Caminhos-de-Ferro, de 1913 a 1944.
Ao longo da sua vida, exerceu diversas funções na administração pública, destacando-se a de Chefe das Oficinas de Luanda, entre 1902 e 1903, Director de Obras Públicas de São Tomé, de 1903 a 1904, Engenheiro das Obras Públicas, nos anos de 1909 e 1910, e de engenheiro da Companhia dos Caminhos de Ferro Portugueses, no período 1910 - 1914, onde teve, como colaborador, o engenheiro António Ferrugento Gonçalves.
Em 1925, é nomeado Delegado de Portugal aos congressos dos Caminhos de Ferro, cargo que voltou a exercer em 1930, 1933, 1937 e 1938.
Escreveu, igualmente, várias obras sobre artilharia e engenharia, destacando-se as obras As Redes do Minho e Douro e Sul e Sueste, Navegação para as Colónias', e a monografia O Engenheiro Duarte Pacheco (1944)

### Carreira política
Na área política, Vicente Ferreira ingressou no Partido Unionista, passando, mais tarde, para o Partido Republicano Nacionalista. Desempenha o cargo de ministro das Finanças em dois períodos distintos: 16 de Junho de 1912 e 9 de Janeiro de 1913, e de 30 de Agosto a 19 de Outubro de 1921. Segue-se o cargo de ministro das Colónias de 15 de Novembro a 18 de Dezembro de 1923.
Como ministro das Finanças, elabora lei que delega na Direcção-Geral da Fazenda Pública a gestão dos móveis e imóveis dos extintos Paços Reais. Extingue a Superintendência dos Paços e nacionaliza os palácios de Queluz, da Ajuda, de Belém, de Sintra, de Mafra, das Necessidades e da Pena.
Após cessar as funções ministeriais, após a Revolução de 28 de Maio de 1926, tem um lugar no parlamento como deputado de Tomar. Nesse ano, lavrou os decretos-lei que o governo da Revolução Nacional promulgou, que se referiam ao regime monetário de Angola e à instituição do Banco de Angola; colaborou, igualmente, na assinatura do acordo luso-belga de 1927.
De 16 de Setembro de 1926 a 2 de Novembro de 1928, em plena Ditadura Militar, desempenha o cargo de Alto-Comissário em Angola. Em 1935, é vogal do Conselho Superior das Colónias, e procurador na Câmara Corporativa, tendo sido, pouco depois, promovido a vice-presidente, tendo presidido às 4.ª e 5.ª comissões da Primeira Conferência Económica do Império Colonial Português; em 1936 vogal do Conselho do Império Colonial, sendo seu presidente de 1946 a 1953. No ano de 1940, é vogal do Conselho Superior de Obras Públicas, presidindo entre 1943 - 1944.

### Maçonaria
António Vicente Ferreira ingressou na Maçonaria, sendo iniciado em 1911. A sua passagem na Maçonaria foi polémica, na medida em que forneceu diversas informações à Comissão do Estado Novo, encarregada da extinção desta organização, traindo os princípios maçónicos.

### Condecorações e homenagens
Foi feito Sócio Honorário da Sociedade de Geografia de Lisboa, Comendador da Antiga, Nobilíssima e Esclarecida Ordem Militar de Sant'Iago da Espada, do Mérito Científico, Literário e Artístico a 28 de Junho de 1919, Comendador da Ordem Militar de São Bento de Avis a 5 de Outubro de 1922, Grâ-Cruz da Ordem de Leopoldo II da Bélgica a 15 de Janeiro de 1929, Grande-Oficial da Ordem do Império Colonial a 22 de Agosto de 1936 e Grã-Cruz da Ordem do Império Colonial a 3 de Dezembro de 1946.

### Morte
Faleceu em 29 de Janeiro de 1953, com 79 anos de idade.